# واسی
واسی (به لاتین: Vassi) یک منطقهٔ مسکونی در اتحاد قمر است که در آنژوان واقع شده‌است.

## خصوصیات
واسی  ۵۸۷ نفر جمعیت دارد.